# 牛久藩
牛久藩（うしくはん）は、常陸国河内郡に存在した藩。藩庁は牛久陣屋（現在の茨城県牛久市）。

## 藩歴
牛久藩を12代にわたって支配した山口家は、戦国時代の西国大名では最強と呼ばれた名門・大内氏の系統と言われている。祖先は応永の乱で室町幕府第3代将軍・足利義満に反乱を起こした大内義弘の次男・大内持盛と言われ、大内氏の本拠地・周防国山口の地名をとって山口を称した。
牛久藩の藩祖・山口重政ははじめ織田信長の次男・信雄に仕え、その後に徳川家康に仕えた。そして慶長5年（1600年）の関ヶ原の戦いにおける戦功により、上総国5000石、武蔵国5000石の所領を与えられ、合計1万石を領する大名になった。その後、下野国に5000石を加えられ、1万5000石となっている。しかし慶長18年（1613年）1月8日、重政の嫡子・山口重信と大久保忠隣の養女との婚姻を幕府に届けなかったとして、私婚禁止違反であるとして幕命により改易された。重信の正室は石川康通の娘で、忠隣の養女として嫁いだが、これが家康の怒りに触れたのである。その後、重政は罪を許されて再び常陸国、遠江国に1万5000石の所領を与えられた。
第2代藩主・山口弘隆のとき、領地が常陸国、下総国に集められ、牛久に陣屋を構えた。
牛久は元々豊臣秀吉の小田原征伐の際に北条氏についていた上野国の由良国繁が、留守を守っていた実母の妙印尼が早々と豊臣軍に降伏したことから彼女の戦功と引換に改易を免れて移されていたが、国繁の嫡男貞繁の没後に弟が継いで減封処分を受けたために、山口家に与えられたのである。
山口弘隆は弟・山口重恒に5000石を分知したため、牛久藩の総石高は1万石となった。
その後、山口家の支配で明治維新にまで至った。

## 歴代藩主
山口家
譜代。1万5000石 → 1万石。
1. 重政

由良家
譜代。1万石
1. 貞繁

山口家
譜代。1万石
1. 重政（再封）
2. 弘隆
3. 重貞
4. 弘豊
5. 弘長
6. 弘道
7. 弘務
8. 弘致
9. 弘封
10. 弘穀
11. 弘敞
12. 弘達

## 幕末の領地
- 常陸国
  - 新治郡のうち - 11村
  - 河内郡のうち - 13村
  - 信太郡のうち - 2村（土浦藩に編入）
- 下総国
  - 豊田郡のうち - 1村（常陸知県事に編入）
  - 岡田郡のうち - 4村（同上）
  - 相馬郡のうち - 2村（下総知県事に編入）

明治維新後に、新治郡 6村（旧旗本領）、河内郡 5村（旧・旗本領 4村、旧・谷田部藩領 1村）が加わった。
| 先代 （常陸国） | 行政区の変遷 1628年 - 1871年 （牛久藩→牛久県） | 次代 新治県 |